# Мольехо, Виктор
Виктор Мольехо Карпинтеро (исп. Víctor Mollejo Carpintero; 21 января 2001, Ла-Вилья-де-Дон-Фадрике, Испания) — испанский футболист, вингер клуба «Атлетико Мадрид», выступающий на правах аренды за клуб « Реал Сарагоса».

## Клубная карьера
Мольехо — воспитанник столичного «Атлетико Мадрид». В 2018 году для получения игровой практики Виктор начал выступать за дублирующий состав. 19 января 2019 года в матче против «Уэски» он дебютировал в Ла Лиге, заменив во втором тайме Тома Лемара.
3 Сентября 2019 года перешёл на один сезон в «Депортиво» на правах аренды. 19 Сентября забил свой первый гол за Депортиво Ла-Корунья в ворота Нумансии(3:3)
5 октября 2020 перешёл в «Хетафе» на правах годичной аренды. Дебютировал в матче против Барселоны (1:0)

## Международная карьера
В 2017 года в составе юношеской сборной Испании Мольехо принял участие в юношеского чемпионата Европы в Англии. На турнире он сыграл в матчах против команд Сербии и Нидерландов.

## Достижения
Сборная Испании
- Чемпион Европы (до 19 лет): 2019